# شیگه‌ئو کوشی
شیگه‌ئو کوشی (ژاپنی: 腰繁男؛ انگلیسی: Shigeo Koshi؛ زادهٔ) یک پویانما، کارگردان تلویزیونی، و کارگردان فیلم اهل ژاپن است.
از فیلم‌ها یا مجموعه‌های تلویزیونی که وی در آن‌ها نقش داشته است می‌توان به رامکال، باخانمان، آن شرلی با موهای قرمز و ماجراهای پینوکیو اشاره نمود.